# Іжболдінська сільська рада
Іжбо́лдінська сільська рада (рос. Ижболдинский сельский совет) — муніципальне утворення у складі Янаульського району Башкортостану, Росія. Адміністративний центр — село Іжболдіно.

## Населення
Населення — 830 осіб (2019, 1033 в 2010, 962 в 2002).

## Склад
До складу поселення входять такі населені пункти:
| Населений пункт       | Населення, осіб (2002) | Населення, осіб (2010) |
| --------------------- | ---------------------- | ---------------------- |
| Атлегач, село         | 317                    | 398                    |
| Іжболдіно, село       | 322                    | 348                    |
| Ісанбаєво, село       | 149                    | 172                    |
| Новотроїцьк, присілок | 174                    | 115                    |